# She Dao
She Dao är en ö i Kina. Den ligger i provinsen Liaoning, i den nordöstra delen av landet, omkring 380 kilometer sydväst om provinshuvudstaden Shenyang.
Genomsnittlig årsnederbörd är 785 millimeter. Den regnigaste månaden är juli, med i genomsnitt 322 mm nederbörd, och den torraste är januari, med 9 mm nederbörd.